# Pokey Mom
Pokey Mom, llamado Chiromami en España y Pokemamá en Hispanoamérica, es un episodio perteneciente a la temporada N°12 de la serie animada Los Simpson, estrenado en Estados Unidos el 14 de enero de 2001 y el 9 de septiembre de 2001 en Hispanoamérica. Fue escrito por Tom Martin, dirigido por Bob Anderson y las estrellas invitadas fueron Michael Keaton como Jack Crowley, Charles Napier como el alcaide, Bruce Vilanch como sí mismo y Robert Schimmel como uno de los prisioneros. En el episodio, Marge comienza a dar clases de arte en una prisión y conoce a un convicto con un gran talento, llamado Jack.

## Sinopsis
Todo comienza cuando la familia Simpson va a un festival de delantales. Mientras regresan de dicho festival, van a un rodeo de la prisión, en donde Homer sufre una lesión dentro del rodeo. Tras la recuperación de Homer, Marge conoce a Jack Crowley, un convicto con una gran habilidad artística. Marge ve el trabajo de Jack, unos bellos cuadros, y enseguida le agradan. Más tarde, decide comenzar a dar clases de pintura en la prisión, para enseñarles a los presos a expresar su lado artístico. Jack es, sin duda, el mejor de la clase.
Mientras tanto, Homer decide ir donde un quiropráctico a revisar su espalda y aunque este le repara el dolor, le revela que el tratamiento le tomaría años por lo que sería extremadamente caro.
Un día, Marge le sugiere a Jack que se presente para solicitar la libertad condicional y, con su ayuda, lo logra. Marge le permite hospedarse en el sótano de su casa y le dice que vaya a la Escuela Primaria de Springfield a solicitar un empleo. Allí, el director Skinner le propone a Jack ser el pintor del mural de la escuela, el cual debería simbolizar el espíritu escolar, bajo el eslogan de "Poder Puma" (aunque Skinner no sabía que Jack era un ex-preso). Jack dibuja a una guerrera sobre un puma, con los brazos en alto y espadas en sus manos. Nelson es el primero en verlo y le gusta. Sin embargo, Skinner lo odia, y le ordena destruirlo y pintar uno que el mismo Skinner había dibujado. 
Por otro lado, Homer sigue con sus dolores de espalda pero mientras limpiaba el jardín, cae sobre una lata de basura la cual, corrige su lesión de espalda y se sana instantáneamente dándole la idea de abrir un consultorio médico, usando la lata de basura a la que la denomina "Cilindro mágico". Homer tiene tanto éxito que, los quiroprácticos deciden destruir su lata de basura por envidia y venganza. Homer promete vengarse pero Moe (quien fue uno de sus pacientes) le hace entrar en razón que no podrá destruir a los quiroprácticos porque son muchos en todo Estados Unidos. 
Cuando el mural es inaugurado para la vista de los padres, profesores y alumnos de la escuela, se revela un dibujo de unos niños, tomados de la mano de un puma de aspecto benévolo. A todos le desagrada el mural, tanto adultos como niños, ya que les parece demasiado infantil y suave (incluso a Ned Flanders). Cuando el Superintendente Chalmers le recrimina a Skinner por haber realizado un mural tan desastroso, el director le echa la culpa de sus propias acciones a Jack. Poco después, el mural comienza a incendiarse y de pronto, se revela el primer mural de Jack el cual, les gusta a todos los maestros y alumnos de la Escuela pero debido al fuego, se consume y desaparece. 
Pronto, la Polícía y Skinner sospechan de Jack y lo buscan. Accidentalmente, Marge le dice a Skinner que Jack estuvo en la cárcel por lo que el interés por atraparlo se vuelve mayor. Marge, buscando a Jack, lo encuentra, y este le jura que él no había quemado el mural aunque odiaba a Skinner. Sin embargo, Marge lo ayuda a escapar, distrayendo a Skinner y a la Policía. Pero de repente, Jack sale de su escondite y comienza a incendiar el auto de Skinner, demostrando que él había sido el autor de los dos crímenes. Marge se enfada con él por haberle mentido, siendo que la vio a los ojos y aun así lo hizo. Jack nuevamente trata de mentirle pero Marge lo ignora y permite que lo envíen a la cárcel. 
El episodio termina con Jack dentro de un auto de la policía donde el jefe Wiggum lo custodiaba, ambos hablando de canales y programas de televisión por cable que se emitían en la cárcel.